# (145768) Petiška
(145768) Petiška est un astéroïde de la ceinture principale.

## Description
(145768) Petiska est un astéroïde de la ceinture principale. Il fut découvert le 12 août 1997 à l'Observatoire Kleť par Miloš Tichý et Zdeněk Moravec
. Il présente une orbite caractérisée par un demi-grand axe de 2,59 UA, une excentricité de 0,18 et une inclinaison de 4,9° par rapport à l'écliptique.

## Compléments